# Kerk van San Giorgio Maggiore

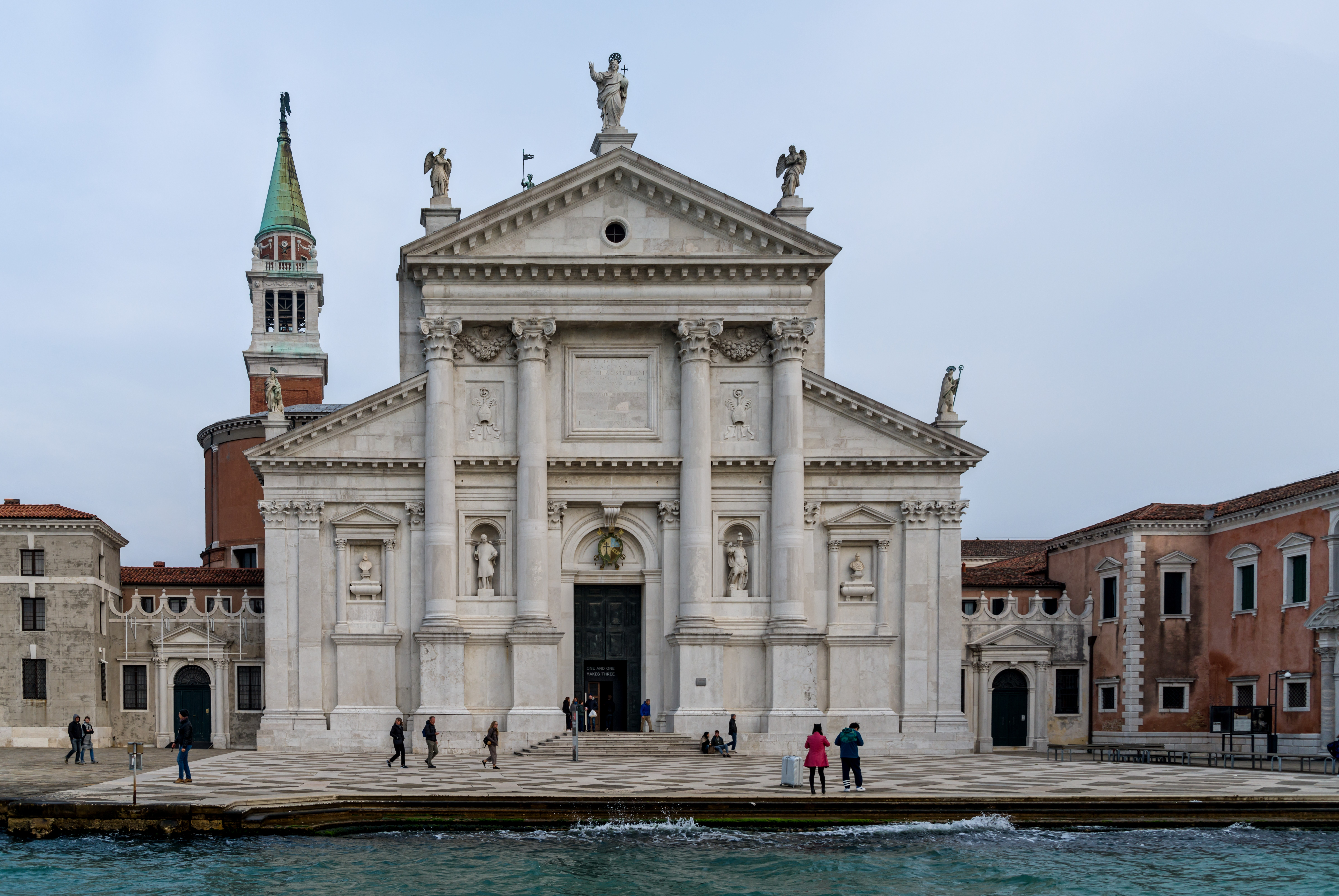
Voorgevel

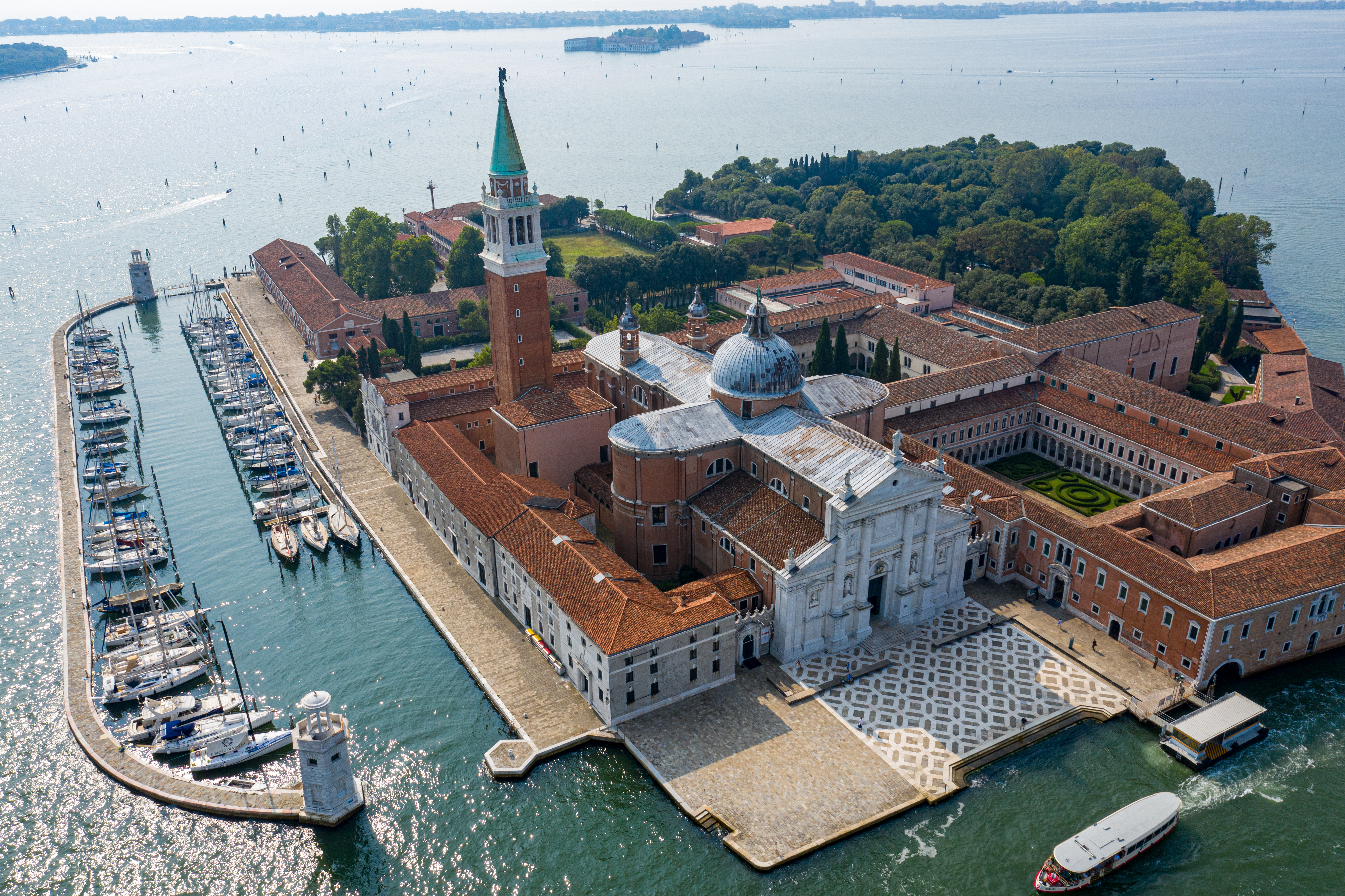
Luchtbeeld van de basiliek met zijn klokkentoren en voormalige abdij

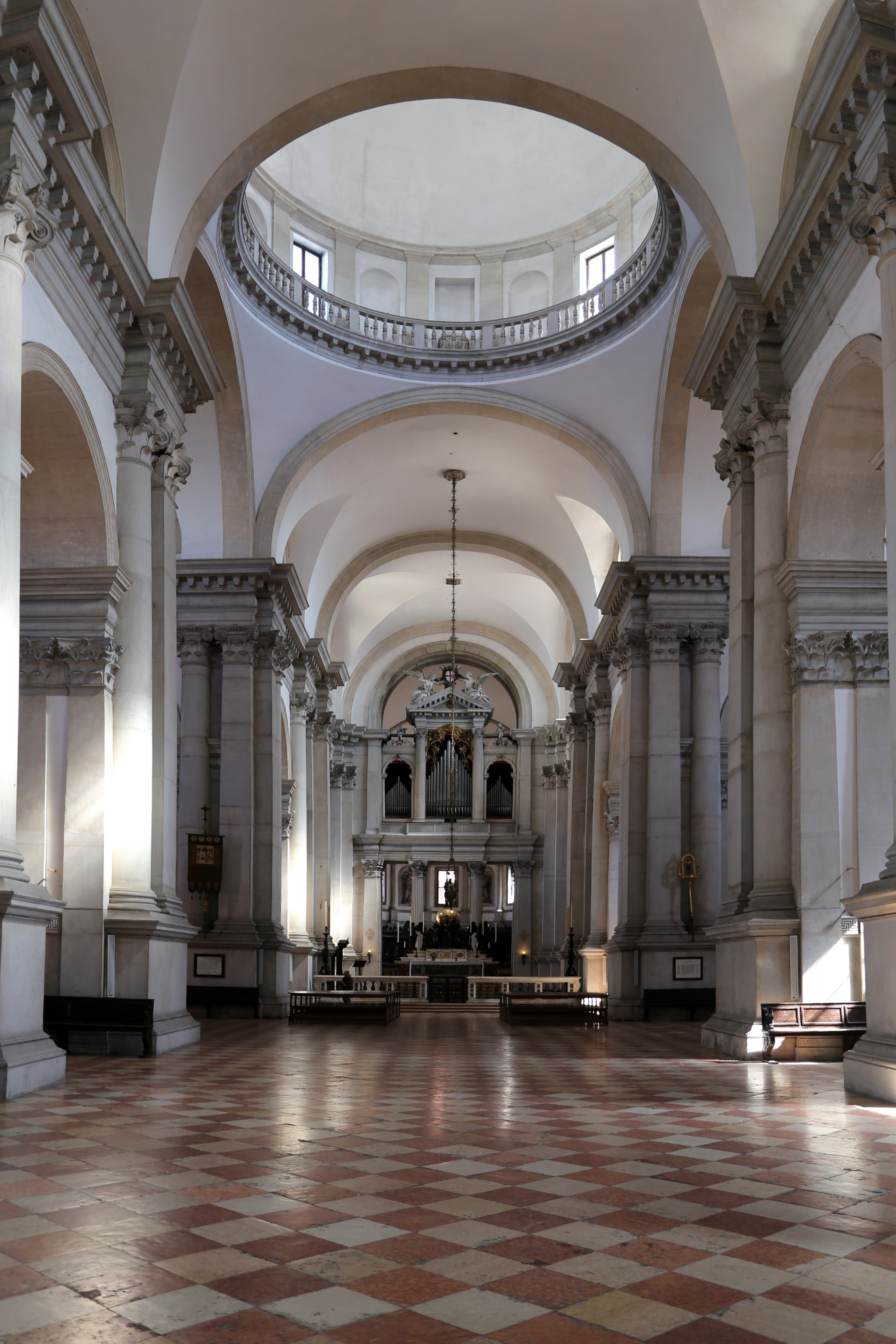
Interieur richting koepel en koor

San Giorgio Maggiore is een basiliek in Venetië in Italië. Hij is ontworpen door Andrea Palladio en staat op het eiland San Giorgio Maggiore. De kerk is een opvallend element in het panorama vanaf het San Marcoplein.

## Geschiedenis
De eerste aan Sint-Joris gewijde kerk dateert uit de 8-9e eeuw. In 982 werd het hele eiland geschonken aan een benedictijnse monnik, stichter van de San Giorgio-abdij. De huidige kerk werd begonnen in 1566, en was niet helemaal klaar voor de dood van Palladio in 1580. De voorgevel werd door Vincenzo Scamozzi voltooid op basis van de oorspronkelijke plannen tegen 1610. De kerk, sinds 1900 verheven tot basilica minor, is een prima voorbeeld van Palladio's architectonische stijl, en een van de mooiste kerken door hem ontworpen. De klokkentoren uit 1467 stortte in in 1774; de wederopbouw werd voltooid in 1791. De benedictijnen houden nog steeds godsdienstoefeningen in de kerk.

## Exterieur
De voorgevel is helder wit en toont Palladio's oplossing voor het probleem van de aanpassing van het motief van een klassieke tempel aan de vorm van een christelijk kerk. Het heeft een hoog schip en lage zijbeuken. Om hierop harmonieus de klassieke architectuur toe te passen, bedacht Palladio de oplossing van de twee ineengeschoven voorgevels: een breed fronton, rustend op pilasters, dat het schip en de zijbeuken omvatte, met daarboven een smaller fronton op halfzuilen. Deze oplossing is vergelijkbaar wat hij in 1564 had gedaan voor de kerk van San Francesco della Vigna. Aan weerszijden van het centrale portaal bevinden zich standbeelden van Sint-Joris en Sint-Stefanus, aan wie de kerk is gewijd.

## Interieur
Het renaissance-interieur kenmerkt zich door massieve pilasters en onversierde witte muren. Evenals bij de gevel het geval is, wordt ook in het interieur de klassieke traditie omgevormd naar het idee van een kruiskerk. Dit toont de toenemende invloed van de Contra-Reformatie op de renaissance-tendenzen in de kerkarchitectuur. De koepel verdeelt de as van de kerk in twee gelijke delen. 
De kerk bevat vele opmerkelijke schilderijen. De belangrijkste zijn: Getroonde Madonna met heiligen door Sebastiano Ricci; het Laatste Avondmaal en Het vallen van het manna door Jacopo Tintoretto (in de pastorie); andere schilderijen door Palma il Giovane, Domenico Tintoretto, Jacopo Bassano. Bijzonder is ook het rijk gesculpteerde koorgestoelte, met 48 reliëfs over het leven van de heilige Benedictus door Albert van den Brulle.